# Claes Cronqvist
Claes Cronqvist (født 15. oktober 1944 i Landskrona, Sverige) er en tidligere fodboldspiller (angriber) og -træner fra Sverige.
Cronqvist tilbragte hele sin karriere i den hjemlige liga, og spillede i hele 12 sæsoner hos Landskrona BoIS i sin fødeby. Han tilbragte også fire år hos Djurgården i Stockholm, hvor han i 1966 var med til at sikre klubben det svenske mesterskab.
Cronqvist spillede desuden 16 kampe for det svenske landshold. Hans første landskamp var et opgør mod Mexico 22. februar 1970, hans sidste en venskabskamp mod Holland 4. september 1974. Han repræsenterede Sverige ved både VM i 1970 i Mexico og VM i 1974 i Vesttyskland. Han spillede en enkelt kamp i 1970, mens han ikke var på banen i 1974.